# Caroline Shawk Brooks
Caroline Shawk Brooks (Cincinnati, 28 de abril de 1840-San Luis, 1913) fue una escultora estadounidense. Conocida por su trabajo de escultura en manteca, también trabajó con materiales más tradicionales como el mármol.

## Biografía
Caroline Shawk nació el 28 de abril de 1840 en Cincinnati, Ohio. Su padre, Abel Shawk, fabricaba camiones de bomberos y locomotoras de vapor, e inventó un camión de bomberos —el primero impulsado por vapor que tuvo éxito—. Ella demostró su talento artístico desde niña, disfrutando de la pintura y el dibujo. Su primer proyecto de escultura, modelado en arcilla de un arroyo, fue la cabeza de Dante. A los doce años ganó una medalla por sus flores de cera. Se graduó de la Escuela Normal de St. Louis en 1862, y más tarde ese año se casó con el trabajador ferroviario Samuel H. Brooks. Los Brooks inicialmente vivieron en Memphis, Tennessee, donde se encontraba el trabajo del marido. Más tarde vivieron en Mississippi por un corto tiempo, antes de mudarse en 1866 a una granja cerca de Helena, en el condado de Phillips, Arkansas. La pareja tuvo una hija llamada Mildred.

## Esculturas en manteca

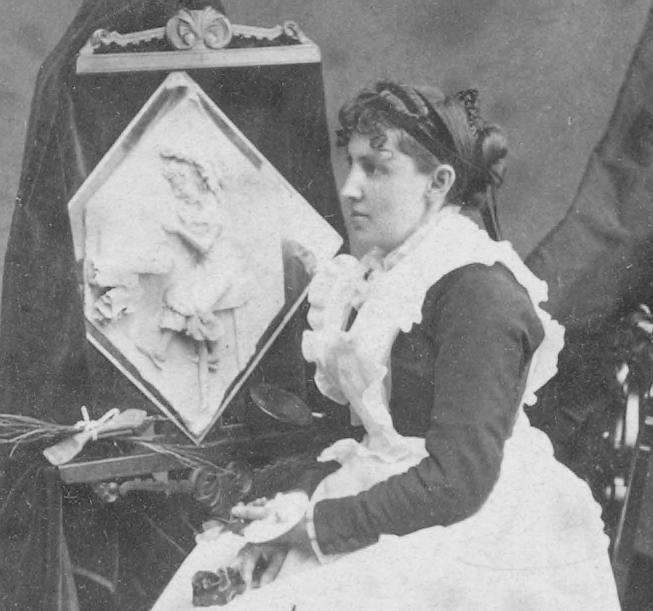
Caroline Shawk Brooks con una de sus esculturas de en el Amory Hall en 1877

Brooks fue la primera escultora estadounidense conocida que trabajaba con manteca, y llegaría a ser identificada como "La mujer de la manteca". En 1867, creó su primera escultura de manteca, al buscar una fuente complementaria de ingresos tras el fracaso de la cosecha de algodón de la granja. Las granjeras de la época a menudo creaban manteca con formas decorativas utilizando moldes de manteca, pero en lugar de moldear, Brooks esculpió la manteca en formas como conchas, animales y caras. En lugar de las herramientas tradicionales para esculpir, utilizaba «paletas de manteca comunes, palos de cedro, pajitas de escoba y lápices de pelo de camello». Sus clientes apreciaban la manteca hábilmente esculpida y sus obras tuvieron buena acogida. Continuó produciendo sus esculturas de manteca durante aproximadamente año y medio, luego se tomó un descanso durante unos años.
Retomó el arte con manteca en 1873, cuando creó un retrato en bajorrelieve, que donó a una feria de la iglesia. Su esposo lo transportó de modo seguro, a caballo, las siete millas hasta la feria. La venta del retrato le valió a la iglesia el dinero suficiente para arreglar el techo. Un hombre de Memphis que vio el trabajo de Brooks, lo admiró tanto que lo arregló para que ella creara un retrato de manteca, de María, reina de Escocia, para exhibirlo en sus oficinas.

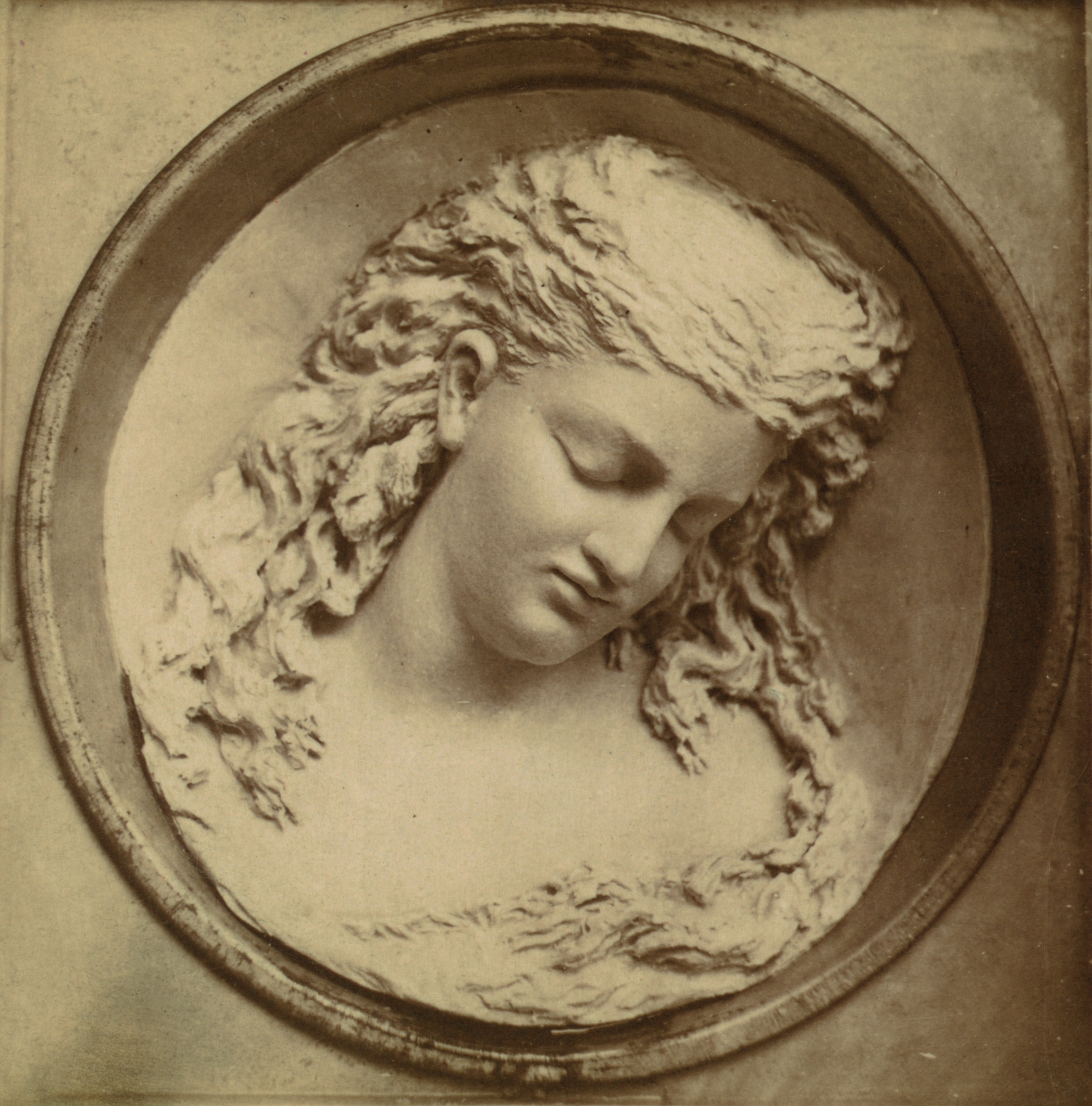
Dreaming Iolanthe, escultura de manteca, Exposición del centenario de 1876

A finales de 1873, Brooks leyó King René's Daughter, un drama en verso del poeta y dramaturgo danés Henrik Hertz. En la historia, el personaje de Iolanthe es una princesa que es ciega, pero no es consciente de su condición porque sus padres le habían ocultado la verdad. Se da cuenta de que estaba ciega cuando cumplió dieciséis años. Brooks se inspiró en este personaje y creó una escultura de manteca, Dreaming Iolanthe, que representa a la niña inocente justo antes de conocer la verdad. Este trabajo se exhibió a principios de 1874 en una galería de Cincinnati, con gran éxito de crítica y público. Durante su exhibición que duró dos semanas, cerca de dos mil personas pagaron la entrada para verla. Un artículo aparecido en The New York Times declaraba que «la translucidez [de la manteca] da al cutis una riqueza más allá del alabastro y una suavidad y tersura que son muy llamativas», y que «ninguna otra escultora estadounidense ha hecho una cara de tal dulzura angelical como la de Iolanthe».
Brooks creó otras versiones de Iolanthe, incluido un altorrelieve que se exhibió en la Exposición del Centenario de Filadelfia de 1876 celebrada en Filadelfia, Pensilvania. Su escultura de manteca, en el Pabellón de Mujeres, atrajo a grandes multitudes. Fue invitada a pasar del Pabellón de Mujeres al espacio principal de exhibición para mostrar su habilidad como escultora. Esto fue un honor, pero puede que hubiera una motivación adicional detrás de la invitación. A menudo hubo sospechas y acusaciones durante este período de tiempo de que las artistas femeninas en general no creaban las obras por las que se atribuían el mérito. Como demostración de que, de hecho, había esculpido la pieza, creó otra cabeza, en unos noventa minutos, para un panel que incluía a funcionarios de la exposición y miembros de la prensa. Los observadores quedaron impresionados tanto por la rápida ejecución con instrumentos toscos para esculpir en un medio inusual como por las cualidades artísticas del trabajo terminado. Una guía proclamó Dreaming Iolanthe como «la exhibición más hermosa y única del Centenario». A pesar de que las circunstancias de la demostración podrían haber parecido un truco, Brooks fue considerada como un artista seria cuyas creaciones debían considerarse de manera similar al trabajo esculpido con métodos y materiales más tradicionales. Los comentarios sobre su pieza resaltaban que «las dificultades asociadas al empleo de tal material deben tenerse en cuenta, mientras que debe admitirse que, sea cual sea el material que emplee la artista, la obra en sí es una que exhibe un alto grado de talento, una excelente sentimiento ideal, además de una delicadeza superior y una brillantez en la manipulación».

## Tras la Exposición del Centenario
Tras su exitosa presentación en la Exposición del Centernario, dio conferencias y demostró su oficio mientras recorría muchas ciudades, incluidas Nueva York, Chicago, Washington, D. C. y Des Moines. Brooks hizo una demostración de su escultura de manteca en 1877 en el Amory Hall de Boston, donde creó Pansy y The Marchioness. Parece que esta última escultura, basada en el personaje de Charles Dickens, amigo de Dick Swiveller de The Old Curiosity Shop, fue la primera escultura de cuerpo entero de Brooks. Sus manifestaciones diarias en Boston, por las que cobraba entrada, ayudaron a recaudar dinero para un viaje a Europa.
Alrededor de este período, parece que Brooks y su esposo se habían separado. (Samuel, que decidió quedarse en Arkansas, había ganado las elecciones como diputado nacional en 1882.) Brooks abrió un estudio en Washington D. C. y en 1878 esculpió una versión de tamaño natural de Dreaming Iolanthe en manteca, y la envió para ser exhibida en la Exposición Universal de París de 1878. Le pareció divertido que los funcionarios de aduanas hubieran incluido su escultura no como una obra de arte, sino como "110 libras de manteca" (unos 50 kilos).

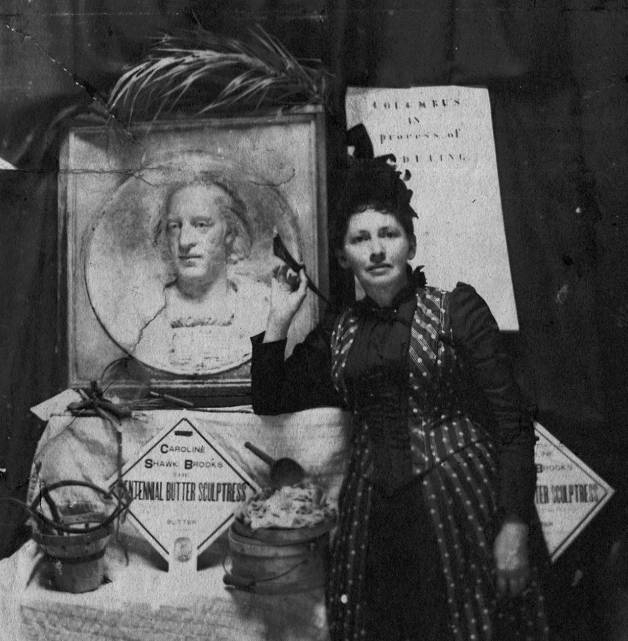
Brooks con un bajorrelieve de escultura de manteca de Colón, Exposición Colombina de 1893

Después de abrir un estudio en Nueva York, esculpió muchos bustos de retratos entre 1883 y 1886. Finalmente teniendo dinero suficiente para comprar mármol, usó ese material para esculpir sujetos como Thomas Carlyle, George Eliot, James A. Garfield, Lucretia Mott, Emanuel Swedenborg, Thurlow Weed y un retrato escultórico grupal de Alicia Vanderbilt La Bau (hija de Cornelius Vanderbilt) con sus cuatro hijos.
Brooks expuso su trabajo en el Palace of Fine Arts y en el Edificio de la Mujer de la Exposición Mundial Colombina de 1893 en Chicago, incluyendo un bajorrelieve de Cristóbal Colón en manteca y cuatro esculturas de mármol - Lady Godiva partiendo, Lady Godiva regresando, el retrato de la familia Vanderbilt, al que rebautizó como La Rosa, y una versión en mármol de Dreaming Iolanthe. 
Vivió en San Francisco desde 1896 hasta 1902. No se sabe mucho sobre sus últimos años. Mantuvo un estudio en su casa después de mudarse a San Luis, Missouri. Murió en San Luis en 1913. Muy poco de su trabajo sobrevive en colecciones públicas. Puede recordársela no solo como la «Escultora de la manteca centenaria», sino también como una pionera feminista.

## Manteca como medio artístico
Trabajar, transportar y exhibir esculturas de manteca supuso para Brooks un conjunto único de desafíos. Para preservar sus delicadas esculturas de manteca, las creó en recipientes de leche planos y metálicos que colocó en recipientes más grandes llenos de hielo. Al continuar suministrando hielo a las bandejas exteriores, podía mantener sus esculturas de manteca en buenas condiciones durante meses. Al intentar navegar de Nueva York a Francia con una escultura de manteca de tamaño natural, se vio obligada a retrasar su partida hasta que pudo conseguir un pasaje en un barco con suficiente hielo para conservar su trabajo durante todo el viaje; y luego se enfrentó a la tarea de encontrar un vagón de ferrocarril que también tuviera suficiente hielo para transportar con seguridad la pieza desde Le Havre hasta el destino final en París.
Se decía que Brooks prefería la manteca a la arcilla como medio de moldeado. Esta última tenía que mantenerse húmeda y envuelta para evitar que se agrietara, no era tan sensible para la manipulación escultórica y era más difícil de moldear. Brooks había superado la principal desventaja de la manteca simplemente usando hielo. Descubrió que incluso podía usar manteca para fundir. Después de conservar su obra original de manteca Dreaming Iolanthe durante medio año, deseaba un método que no requiriera mantenerla en almacenamiento en frío. Sin saber de antemano cuáles serían los resultados, mezcló un poco de yeso y lo vertió sobre la escultura de manteca. El yeso se endureció rápidamente y ella hizo un agujero en el fondo del recipiente de leche que contenía su creación. Luego, Brooks colocó la sartén sobre un recipiente con agua hirviendo, y la manteca se derritió y se escurrió por el agujero. Quitó el resto del fondo de la sartén y se quedó con un negativo de yeso engrasado. Colocó más yeso en el interior y, después de algunas dificultades para quitar la capa exterior, se quedó con un yeso positivo. Brooks obtuvo una patente en 1877 por su proceso de creación de moldes de yeso lubricados. Sin embargo, no usó moldes de yeso para reproducir sus esculturas de manteca, sino que prefirió esculpir una nueva para cada exhibición.
Mientras que otros vinieron, inspirados por Brooks, para crear exhibiciones de manteca, casi todas se hicieron en conjunto con intereses comerciales relacionados con la manteca y asociaciones de productos lácteos para la promoción de sus productos en ferias y exposiciones, pero Brooks dedicó su trabajo a la creación de arte de manteca exclusivamente por su valor artístico.

## Otras lecturas
- Simpson, Pamela H. (Spring 2007). «Butter Cows and Butter Buildings: A History of an Unconventional Sculptural Medium». Winterthur Portfolio (University of Chicago Press for the Winterthur Museum and Country Estate|Henry Francis du Pont Winterthur Museum, Inc.) 41 (1): 3-5. doi:10.1086/511405.
- Simpson, Pamela H. (2012). Corn Palaces and Butter Queens: A History of Crop Art and Dairy Sculpture. Minneapolis, Minnesota: University of Minnesota Press. pp. 53-. ISBN 978-0-8166-7619-4. Consultado el 10 de febrero de 2013.